# Dơi nếp mũi xinh
Dơi nếp mũi xinh (danh pháp hai phần: Hipposideros pomona) là loài động vật có vú trong họ Dơi nếp mũi, bộ Dơi. Loài này được K. Andersen mô tả năm 1918.